# چتر هسته‌ای
چتر هسته‌ای (انگلیسی: Nuclear umbrella) تضمینی است که یک کشور دارای سلاح هسته‌ای برای دفاع از یک کشور متحد غیرهسته‌ای ارائه می‌دهد. این مفهوم معمولاً در اتحادهای امنیتی ایالات متحده با استرالیا، ژاپن، کره جنوبی، سازمان پیمان آتلانتیک شمالی (بخش عمده‌ای از اروپا، ترکیه و کانادا) و پیمان انجمن آزاد (ایالات فدرال میکرونزی، جزایر مارشال و پالائو) وجود دارد. این اتحادها به دلیل جنگ سرد و اتحاد جماهیر شوروی تشکیل شدند. برای برخی از کشورها، این جایگزینی برای دستیابی به سلاح‌های هسته‌ای بود. سایر جایگزین‌ها شامل مناطق عاری از سلاح‌های هسته‌ای منطقه‌ای یا اشتراک هسته‌ای است.